# マヌエラ・クリスチャック
マヌエラ・クリスチャック（Manuela Kriscak）は、イタリア・トリエステ県トリエステ市のソプラノ歌手、ソプラノ・リリコ。日本に数回来日し、演奏会やマスターコースを開いている。